# Neoexetastes xiphocampilus
Neoexetastes xiphocampilus är en stekelart som beskrevs av Alfred Byrd Graf 1984. Neoexetastes xiphocampilus ingår i släktet Neoexetastes och familjen brokparasitsteklar. Inga underarter finns listade i Catalogue of Life.